# لنا سودربرگ
لنا سودربرگ (به سوئدی: Lena Söderberg)، (زاده ۳۱ مارس ۱۹۵۱، سوئد)، مدلی است که در شماره نوامبر سال ۱۹۷۲ مجله پلی‌بوی به عنوان پلی‌میت انتخاب شده‌بود. او در این شماره با نام Lenna Sjööblom معرفی شده‌بود و عکس‌های آن شماره را «دوایت هوکر» گرفته بود.

## تصویر لنا
امروزه، تصویری از او که در همان شماره ۱۹۷۲ مجله پلی‌بوی چاپ شد، اغلب به عنوان تصویر آزمایشی الگوریتم‌های پردازش تصویر دیجیتال بکار می‌رود. این تصویر را با نام لنا (Lenna) می‌شناسند. این تصویر به اندازه‌ای برای پژوهش‌گران شاخه پردازش تصویر علوم کامپیوتری شناخته شده‌است که در ۵۰اُمین کنفرانس سالانه انجمن علوم تصویربرداری و تکنولوژی در سال ۱۹۹۷، سودربرگ را به عنوان میهمان دعوت کردند و او درباره خود سخنرانی کرد. به خاطر حضور عکس او در بیشتر پژوهش‌های علمی مربوط به تصویر، از او با نام بانوی اول اینترنت (به انگلیسی: first lady of the internet) نام‌برده می‌شود.
استفاده از تصویر لنا در مقالات و تحقیقات پردازش تصویر انتقاداتی به همراه داشته است  و خود لنا دیگر از بکارگیری تصویر خود پشتیبانی نمیکند و رضایت ندارد  و در خواست دارد که تصویر او از این پس در تحقیقات استفاده نشود. درخواست و تلاش برای جایگزینی تصویر لنا با تصاویر دیگر نیز مطرح است.